# Carlos Ferrero Costa
Carlos Ernesto Fernando Ferrero Costa (Lima, 7 de febrero de 1941 - Ibídem, 31 de enero del 2025) fue un abogado y político peruano. Fue presidente del Consejo de Ministros del Perú durante el gobierno de Alejandro Toledo, desde el 15 de diciembre del 2003 hasta el 15 de agosto del 2005. Fue también miembro del Congreso Constituyente Democrático de 1992, congresista de la República de 1995 a 2006, y presidente del Congreso de la República entre 2000 y 2003.

## Biografía
Nació en la ciudad de Lima, el 7 de febrero de 1941. Fue hijo del ingeniero agrónomo, Alfredo Ferrero Rebagliati, y de Adelina Costa Elice. Perteneció a una familia de políticos. Su tío Raúl Ferrero Rebagliati fue presidente del Consejo de Ministros y ministro de Relaciones Exteriores. Su hermano, el abogado y diplomático Eduardo Ferrero Costa, fue también ministro de Relaciones Exteriores durante el segundo gobierno de Alberto Fujimori.
Pocos días después de su nacimiento, su familia se trasladó a Pisco, Ica. Volvió a Lima, donde realizó sus estudios escolares en el Colegio Inmaculado Corazón, y luego culminó la secundaria en el Colegio Santa María Marianistas.
En 1959 ingresó a la Pontificia Universidad Católica del Perú, donde se graduó de bachiller en Letras en 1964 y en Derecho en 1966. Posteriormente realizó diversos cursos, entre ellos uno de Análisis y Política Financieras en el Instituto del Fondo Monetario Internacional (FMI) en 1966, y otro de Realidad Nacional en el Centro de Altos Estudios Militares.
Ejerció el periodismo radial en Radio Miraflores como comentarista político (1965-1969).También fue comentarista de noticias en Panamericana Televisión (1978-1980) y América Televisión (1989). Fue coconductor del programa televisivo 2x2 de Canal N (1999-2000).
En 1965 empezó a laborar en el Banco Central de Reserva del Perú; para 1976 ya era gerente administrativo, cargo que ejerció hasta 1980. Pasó luego al departamento legal de dicho banco hasta que renunció en 1982.
Fue presidente de la parte peruana de la Comisión Binacional Puyango-Tumbes, de 1978 a 1980. Entre 1982 y 1992 ejerció la consultoría jurídica en aspectos civiles, mercantiles y administrativos.
Fue también profesor de Derecho en diversas universidades: Femenina del Sagrado Corazón, PUCP, Ricardo Palma, San Martín de Porres, San Marcos y de Lima, además de la Academia Diplomática del Perú.

## Carrera política
Durante su época universitaria, integró el Frente Estudiantil Social Cristiano. Ingresó al Partido Democracia Cristiana, en el cual fue coordinador nacional. Fue elegido como concejal para la Municipalidad de Miraflores (1964-1966).
Tras conflictos ideológicos dentro de la Democracia Cristiana, Ferrero se apartó de la agrupación y militó en el partido Solidaridad y Democracia (SODE), del cual fue uno de los fundadores.
En las elecciones generales de 1990, postuló a la Cámara de Diputados por la Unión Cívica Independiente, sin embargo no resultó elegido.

### Congresista constituyente
Luego del autogolpe de estado ocurrido el 5 de abril de 1992, se convocaron a elecciones constituyentes; donde Ferrero fue elegido como congresista del Congreso Constituyente Democrático por Cambio 90 - Nueva Mayoría, con 23 106 votos. Para el periodo parlamentario 1992-1995. Durante su labor en el Congreso Constituyente, participó en la formación de la carta magna de 1993, como miembro de la Comisión de Constitución del Congreso presidida por Carlos Torres y Torres Lara.

### Congresista de la República
En las elecciones generales de 1995, fue elegido congresista de la república por Cambio 90-Nueva Mayoría, con 19 197 votos, para el periodo parlamentario 1995-2000. Durante su labor parlamentaria, integró las comisiones de Relaciones Exteriores, Constitución, Reforma de Códigos, Justicia y Presupuesto.
En 1999, Ferrero renunció a Cambio 90 tras mostrar su oposición a la reelección de Alberto Fujimori. Ese mismo año, Ferrero se afilió a Perú Posible y fue candidato a la primera vicepresidencia en la plancha presidencial de Alejandro Toledo, para las elecciones generales del 2000. Sin embargo, la candidatura de Toledo quedó en el segundo lugar de las preferencias detrás del reelecto presidente Alberto Fujimori.
En las mismas elecciones, Ferrero también postuló al Congreso de la República y fue reelegido congresista por Perú Posible. Con una alta votación de 263 182 votos, para el periodo parlamentario 2000-2005 (que sería reducido hasta 2001).
Durante la juramentación de Alberto Fujimori, Ferrero se retiró del Congreso y participó en la Marcha de los Cuatro Suyos, encabezada por Alejandro Toledo. Durante todo este periodo parlamentario, Ferrero fue un fuerte opositor a la dictadura fujimorista.
En noviembre de 2000, tras la destitución de Martha Hildebrandt a la presidencia del Congreso y la elección de Valentín Paniagua en su reemplazo, las vicepresidentas Luz Salgado, Marianella Monsalve y María Jesús Espinoza Matos decidieron renunciar a la Mesa Directiva. Por lo tanto, el 5 de noviembre del mismo año, se presentó una lista única de candidatos para la nueva Mesa Directiva, encabezada por Ferrero e integrada por Absalón Vásquez y Manuel Masías, que resultó triunfadora. Ferrero se convirtió en presidente del Congreso de manera interina para completar el periodo congresal 2000-2001.
Luego de la publicación de los vladivideos y la renuncia de Alberto Fujimori a la presidencia de la República mediante un fax. Su cargo parlamentario fue reducido hasta el 2001, donde se convocó a nuevas elecciones generales y se inició el gobierno transitorio de Valentín Paniagua que culminaría en julio del 2001.
En las elecciones generales del 2001, fue nuevamente reelegido congresista, con 317 535 votos, para el periodo 2001-2006.

### Presidente del Congreso
El 26 de julio del 2001, Ferrero fue elegido presidente del Congreso de la República para el periodo 2001-2002.
Durante su gestión, Ferrero impulsó la creación de cinco vicepresidencias en el Legislativo debido a la fragmentación partidaria, lo cual fue aprobado iniciada la legislatura del 2001.
El 26 de julio del 2002, fue nuevamente reelegido presidente del Congreso para el periodo legislativo 2002-2003. Ferrero se caracterizó por ser el presidente del Congreso que más tiempo ha estado en el cargo.

### Presidente del Consejo de Ministros
El 15 de diciembre del 2003, Ferrero fue nombrado presidente del Consejo de Ministros tras la renuncia de Beatriz Merino, por diferencias con el expresidente Alejandro Toledo.
El 13 de enero de 2004, se presentó ante el Congreso de la República para exponer la política general del Gobierno y pedir el voto de confianza (o también llamado de investidura), la cual obtuvo con 49 votos a favor, 6 en contra y 44 abstenciones.
En febrero de 2004, se realizaron cambios ministeriales en Economía, Justicia, Educación, Salud, Trabajo, Producción y Transportes y Comunicaciones.
En noviembre de 2004, Ferrero fue interpelado por el Congreso junto al ministro de Transportes, José Ortiz Rivera, por el alza de combustibles, las tarifas eléctricas y un problema de transporte aéreo y comercial. La oposición presentó una moción de censura contra ambos ministros, la cual fue debatida y rechazada.
En enero de 2005, la oposición en el Congreso presentó una moción de censura contra Ferrero y el ministro de Defensa, Roberto Chiabra, por el Andahuaylazo, la rebelión protagonizada por Antauro Humala, que dejara un saldo de seis muertos. La moción fue debatida en el Congreso, sin embargo, no logró ser aprobada.
Durante su periodo como ministro, defendió al presidente Alejandro Toledo de las críticas de la oposición y de la prensa. También intentó aminorar los exabruptos recurrentes de la primera dama Eliane Karp, elaborando una interpretación a sus dichos.
En 2005, ante el nombramiento de Fernando Olivera como ministro de Relaciones Exteriores, Ferrero presentó su renuncia irrevocable a su cargo de primer ministro, minutos después que Olivera jurara. Fue reemplazado por Pedro Pablo Kuczynski.
Para las elecciones generales del 2006, Ferrero intentó su reelección al Congreso de la República por Perú Posible, sin embargo no resultó reelegido.

## Fallecimiento
Falleció el 31 de enero de 2025 a los 83 años, en Lima.

## Distinciones
- Gran cruz de la Orden de Isabel la Católica (2001)
- Orden El Sol del Perú en el grado de Gran Cruz (2003)